# Rumah adat

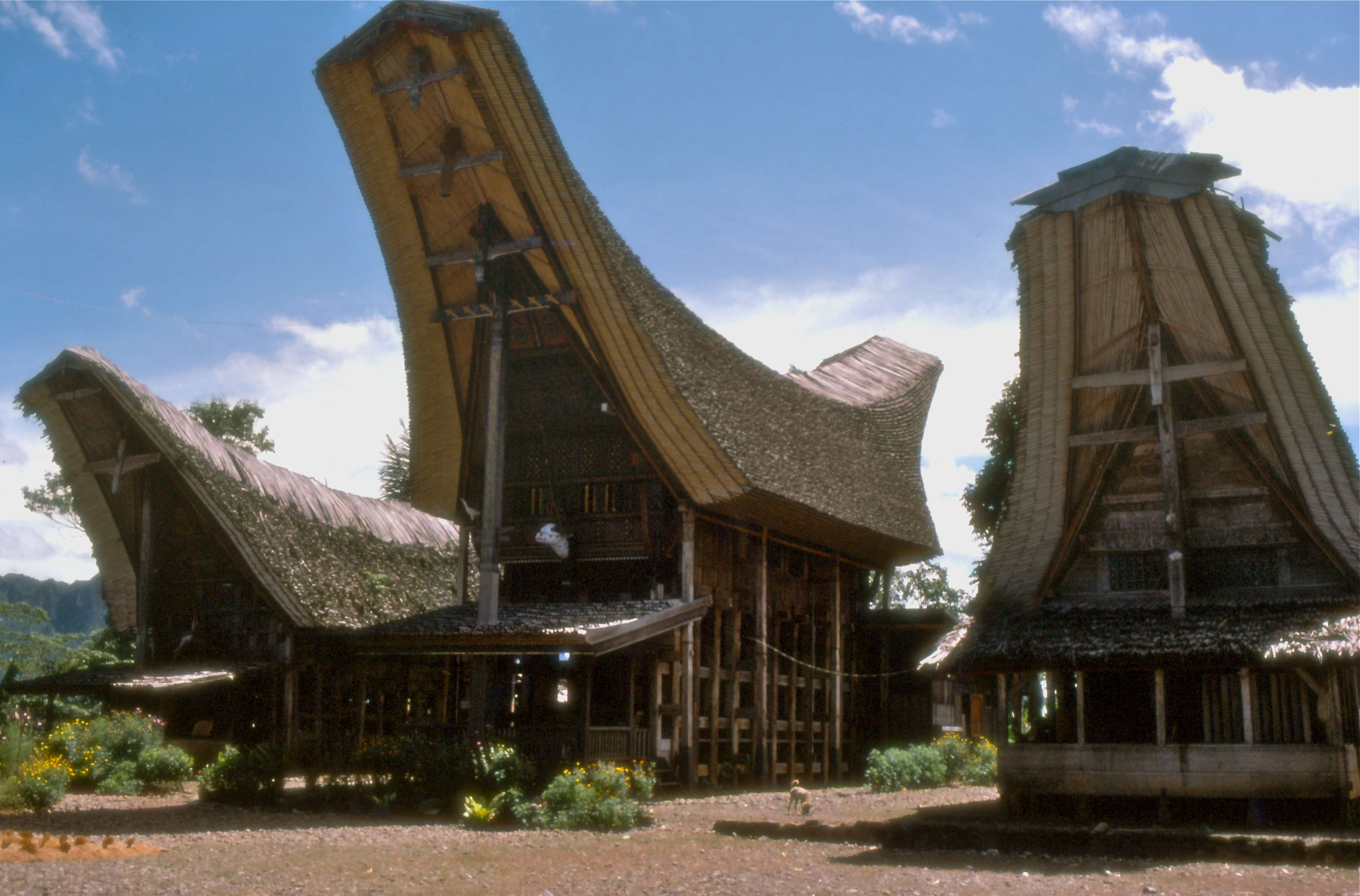
Casas em uma aldeia Torajan.

Rumah adat são casas tradicionais construídas em qualquer um dos estilos de arquitetura vernacular da Indonésia. As casas tradicionais e assentamentos das várias centenas de grupos étnicos da Indonésia são extremamente variados e todos têm sua própria história específica.
Grupos étnicos na Indonésia são frequentemente associados com sua própria forma distinta de rumah adat. As casas estão no centro de uma rede de costumes, relações sociais, leis tradicionais, mitos e religiões que unem os aldeões. A casa fornece o foco principal para a família e sua comunidade, e é o ponto de partida para muitas atividades de seus moradores. Os aldeões constroem suas próprias casas, ou uma comunidade agrupa seus recursos para uma estrutura construída sob a direção de um mestre construtor ou carpinteiro. A grande maioria dos indonésios já não vive em rumah adat, e os números diminuíram rapidamente devido a mudanças econômicas, tecnológicas e sociais.

## Forma geral
Com poucas exceções, os povos do arquipélago indonésio compartilham uma ancestralidade austronésia comum (originária de Taiwan, cerca de 6.000 anos atrás) ou da Sondalândia, uma área submersa no sudeste asiático, e as casas tradicionais da Indonésia compartilham uma série de características como o uso da madeira na construção, estruturas de telhado variadas e elaboradas.
Materiais naturais — madeira, bambu, palha e fibra — compõem o adat. A madeira dura é geralmente usada para estacas e uma combinação de madeira macia e dura é usada para as paredes superiores sem carga da casa, e são geralmente feitas de madeira mais clara ou palha. A construção de casas a partir do solo em palafitas tem uma série de propósitos: permite que as brisas moderem as temperaturas tropicais quentes; eleva a habitação acima do escoamento de águas pluviais e da lama; permite que as casas sejam construídas em rios e margens de zonas úmidas; mantém as pessoas, bens e alimentos longe da umidade; levanta os alojamentos acima dos mosquitos que transmitem malária; e reduz o risco de podridão seca e de cupins. O telhado inclinado permite que a água que vem da forte chuva tropical seja removida rapidamente, e grandes beirais suspensos mantêm a água fora de casa e proporcionam uma sombra no calor.